# Celtis hildebrandii
Celtis hildebrandii là một loài thực vật có hoa trong họ Cannabaceae. Loài này được Soepadmo mô tả khoa học đầu tiên năm 1977.